# Nationalparker i Guatemala
Nationalparker i Guatemala med departement inom parentes. 
- Cerro El Baúl, (Quetzaltenango)
- Cerro Miramundo, (Zacapa)
- Cerro El Reformador, (El Progreso)
- Cuevas del Silvino, (Izabal)
- El Rosario, (El Petén)
- Grutas de Lanquín, (Alta Verapaz)
- Laguna Lachuá, (Alta Verapaz)
- Laguna del Tigre, (El Petén)
- Laguna El Pino, (Santa Rosa)
- Las Victorias, (Alta Verapaz)
- Los Aposentos, (Chimaltenango)
- Mirador Río Azul, (El Petén)
- Naciones Unidas, (Guatemala (department))
- Tikal nationalpark, (El Petén))
- Riscos de Momostenango, (Totonicapán
- Río Dulce, (Izabal)
- San José la Colonia, (Alta Verapaz)
- Sipacate-Naranjo, (Escuintla)
- Sierra del Lacandón, (El Petén)
- Pacaya, (Escuintla)
- Yaxhá-Nakúm-Naranjo, (El Petén)